# Manessier de Vesoul
Pour les articles homonymes, voir Manessier.
Manessier de Vesoul, également écrit Manecier, né vers 1300/1315 et mort vers juin/octobre 1375, est un commerçant juif, également receveur principal du royaume de France entre 1358 et 1371,.

## Biographie
La date de naissance de Manessier n'est pas connue. Cependant, en considérant ses années en fonction et son année de décès, on peut estimer qu'il est né entre 1300 et 1315. 
D'après la plupart des sources, le père de Manessier était Héliot de Vesoul, banquier juif de cette ville.
Après la peste noire de 1347-1349, les Grande Jacquerie et les violences anti-juives, la France est ruinée. Manessier est expulsé de Vesoul. Il gagne alors Paris où il habite rue Ferdinand-Duval qui, à l'époque, est nommée « rue des Juifs ».
En 1356, le roi de France Jean II le Bon est fait prisonnier à la bataille de Poitiers par les Anglais qui exigent une rançon de 3 millions d'écus pour le libérer. Pour ce faire, le dauphin Charles décide d'autoriser le retour, pour vingt ans, des Juifs dans le royaume, moyennant finances. Négociant ce retour, en leur nom, Manessier de Vesoul devient vers 1358, receveur principal royal pour les Juifs en langue d'oïl, charge qu'il conserve jusqu'en 1375,.
Le 23 avril 1369, Manessier achète avec sa femme Rose une maison située dans un quartier juif à Paris, rue des Rosiers
En 1374, il obtient une prolongation de dix ans du droit de résidence des Juifs. Lorsque ceux-ci sont à nouveau obligés de porter un insigne distinctif (rouelle), lui et toute sa famille sont exemptés.
Il meurt entre juin et octobre 1375.
Après sa mort, son fils aîné Joseph lui succède dans ses fonctions et privilèges, puis, lorsqu'il se convertit au christianisme en 1382, il récupère les propriétés familiales, qui avaient été précédemment saisies. Il eut également un autre fils : Salomon de Vesoul,.